# Młokicie
Młokicie  (deutsch Weidenbach) ist ein Ort in der Landgemeinde Wilków im Powiat Namysłowski der Woiwodschaft Opole in Polen.

## Geographie
Das Straßendorf Młokicie liegt sieben Kilometer südwestlich von Wilków, 10 Kilometer westlich von Namysłów (Namslau) und 65 Kilometer nordwestlich von Opole (Oppeln) in der Nizina Śląska (Schlesische Tiefebene) am linken Ufer der Widawa (Weide), einem rechten Zufluss der Oder. 
Nachbarorte von Młokicie sind im Osten Lubska (Laubsky) und im Nordwesten Pielgrzymowice (Neudorf).

## Geschichte

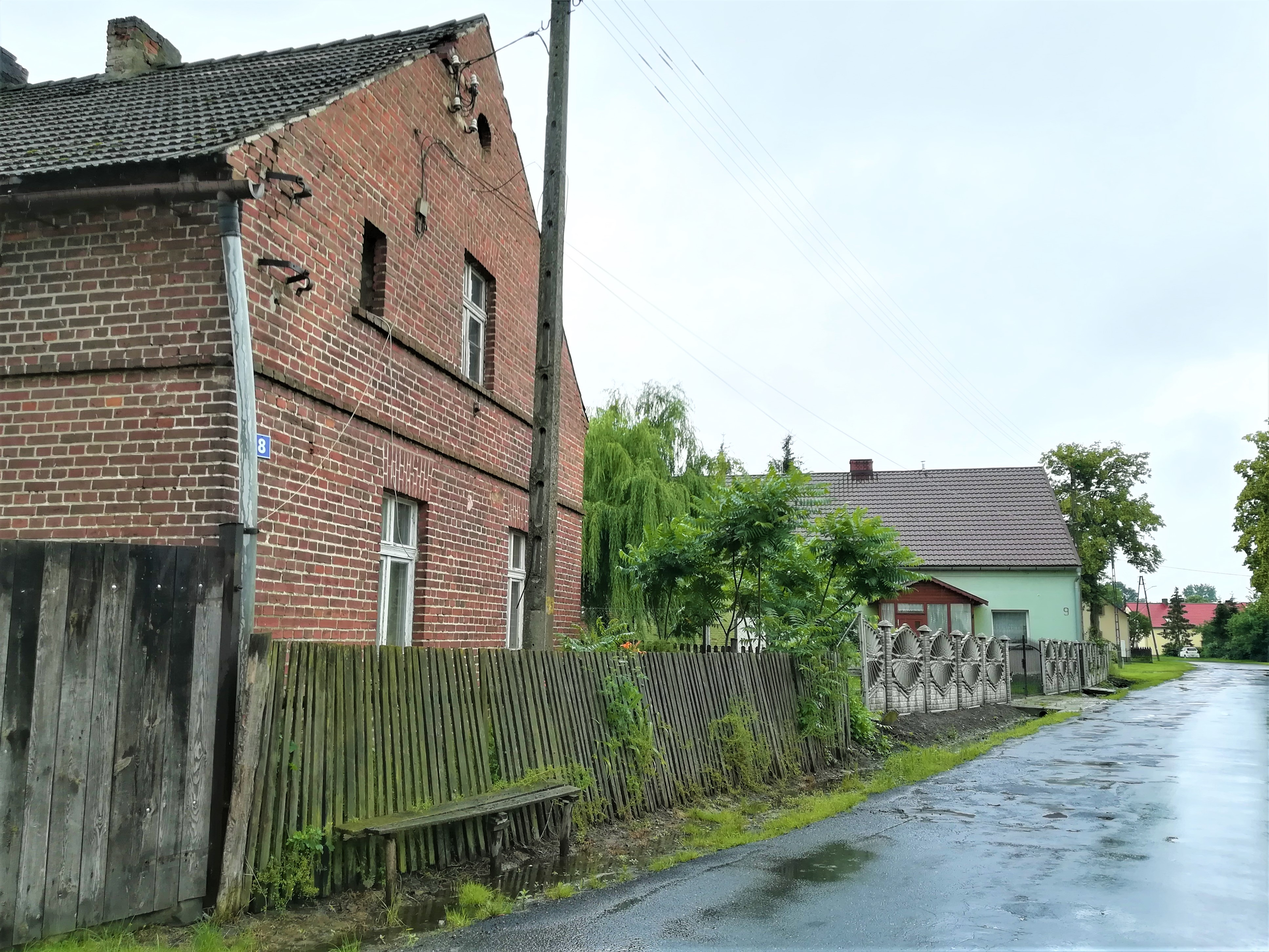
Ortsbild

In dem Werk  Liber fundationis episcopatus Vratislaviensis aus den Jahren 1295–1305 wird der Ort erstmals als Widnavia villa erwähnt.
Nach dem Ersten Schlesischen Krieg 1742 fiel Weidenbach mit dem größten Teil Schlesiens an Preußen. In der zweiten Hälfte des 18. Jahrhunderts wurde im Ort ein Schloss errichtet.
Nach der Neuorganisation der Provinz Schlesien gehörte die Landgemeinde Weidenbach ab 1816 zum Landkreis Oels im Regierungsbezirk Breslau. In 1845 bestanden im Dorf ein Schloss, ein Vorwerk, eine evangelische Schule, eine Wassermühle, eine Brennerei und 32 Häuser. Im gleichen Jahr lebten in Weidenbach 253 Menschen, davon 5 katholisch. 1874 wurde der Amtsbezirk Kraschen gegründet, welcher die Landgemeinden Kraschen, Laubsky und Weidenbach und den Gutsbezirken Kraschen, Laubsky und Weidenbach umfasste.
1905 zählte der Ort 20 Häuser und 104 Einwohner. 1933 zählte Weidenbach 234 1939 wiederum 228 Einwohner. Bis 1945 gehörte der Ort zum Landkreis Oels.
Als Folge des Zweiten Weltkrieges kam der Ort 1945 an Polen, wurde in Młokicie umbenannt und der Woiwodschaft Schlesien angeschlossen. 1950 wurde Młokicie der Woiwodschaft Opole zugeteilt. 1967 wurde das Schloss Weidenbach abgerissen. 1999 wurde es Teil des wiedergegründeten Powiat Namysłowski.

## Sehenswürdigkeiten

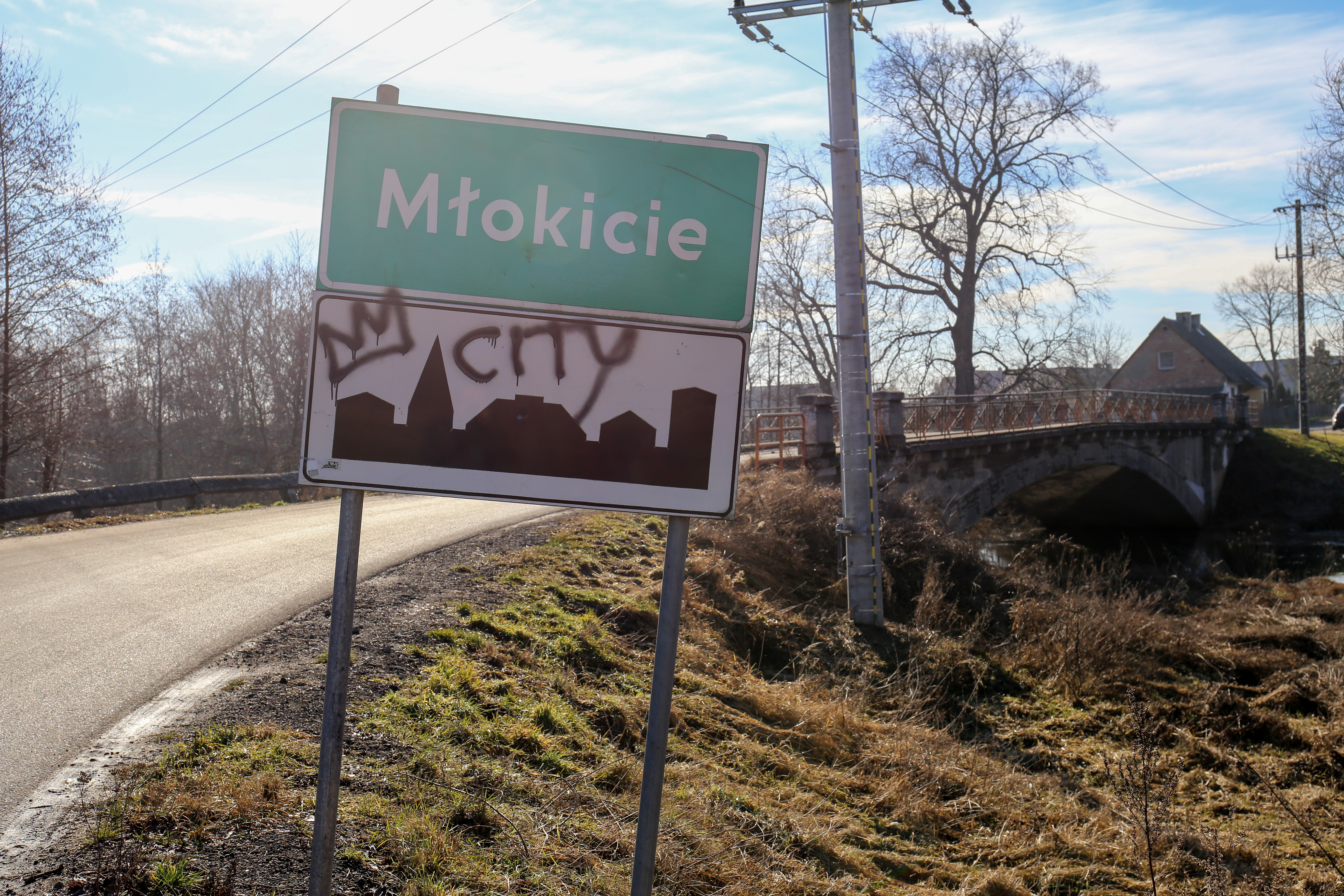
Ortseingang, im Hintergrund die Brücke

- Brücke über die Widawa aus dem Jahr 1912
- Schlosspark

## Söhne und Töchter des Ortes
- Karl Gottlieb von Tschepe (1740–1826), preußischer Generalmajor
- Alexander von Busse (1814–1878), preußischer Generalleutnant